# سودان قرمز جی
سودان قرمز جی (به انگلیسی: Sudan Red G) با فرمول شیمیایی C۱۷H۱۴N2O2 یک ترکیب شیمیایی است؛ که جرم مولی آن ۲۴۸٫۲۸ g/mol می‌باشد.